# TheTVDB
TheTVDB.com es una base de datos de programas de televisión impulsada por la comunidad. Todo el contenido y las imágenes del sitio han sido aportados por los usuarios del sitio; el sitio utiliza edición moderada para mantener sus propios estándares.

## Objetivo
El objetivo declarado de ser la fuente de información más completa y precisa sobre series de televisión de muchos idiomas y países. Proporciona un repositorio de imágenes de series, temporadas y episodios que se pueden usar en varios tipos de software de PC de cine en casa para hacer que la experiencia de la interfaz visual sea más atractiva.

## Aplicaciones
El sitio tiene una API JSON completa que permite que otros software y sitios web utilicen esta información. La API está siendo utilizada actualmente por el complemento myTV para Windows Media Center, Jellyfin, Zappiti, Kodi (anteriormente XBMC); plexo ; los complementos de meeTVshows y TVNight para Meedio (una grabadora digital adquirida por Yahoo.com ); el complemento MP-TVSeries para MediaPortal, Numote (aplicación para iPhone/Android y dispositivo decodificador) y más.

## Historia
En 2019, TheTVDB fue adquirida por TV Time, que usó la base de datos de TheTVDB como fuente para todos los programas de televisión y descripciones de episodios que contiene.
A partir de 2020, la API ahora requiere una suscripción de licencia de los desarrolladores de aplicaciones o de los usuarios finales.